# Сарсуела-дель-Монте
Сарсуела-дель-Монте (ісп. Zarzuela del Monte) — муніципалітет в Іспанії, у складі автономної спільноти Кастилія-і-Леон, у провінції Сеговія. Населення — 602 особи (2010).
Муніципалітет розташований на відстані близько 70 км на північний захід від Мадрида, 22 км на південний захід від Сеговії.

## Демографія
Динаміка населення (INE ):